# Tjuj
Il Tjuj (in russo Тюй?) è un fiume della Russia europea orientale, affluente di destra della Ufa, nel bacino della Kama. Scorre nel Territorio di Perm' e nella Baschiria.
La sorgente del fiume si trova sull'altopiano Tulvinskaja nel distretto Uinskij, nella parte meridionale del territorio di Perm; scorre mediamente in direzione sud-orientale toccando vari piccoli insediamenti. Il rilievo del bacino idrografico è collinare, la copertura forestale è del 57%. Sfocia nella Ufa (bacino di Pavlovka) a 295 km dalla foce, vicino al villaggio di Novomullakaevo. Ha una lunghezza di 193 km, il suo bacino è di 3 700 km². Il suo maggior affluente, di sinistra, è il Sars. Il fiume gela da novembre sino all'inizio di maggio.